# Mahmutağaçiftliği, Zara
Mahmutağaçiftliği là một xã thuộc huyện Zara, tỉnh Sivas, Thổ Nhĩ Kỳ. Dân số thời điểm năm 2011 là 50 người.